# Gustav Bürgermeister

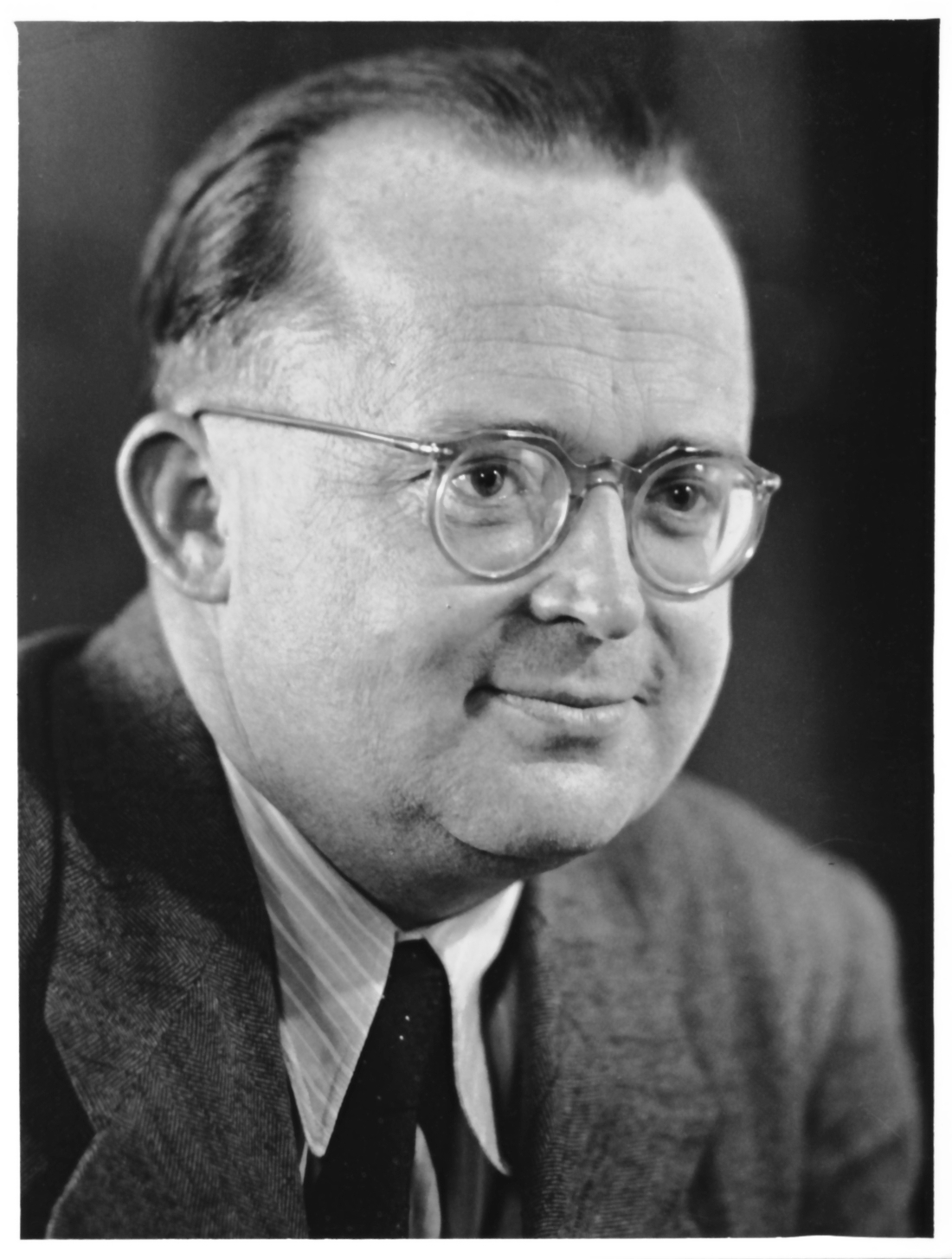
Gustav Bürgermeister, 1952

Gustav Bürgermeister (* 10. Mai 1906 in Woken; † 30. Juli 1983 in Essen) war ein deutscher Statiker und Professor an der Technischen Universität Dresden für Statik der Baukonstruktionen und Stahlbau mit dem Spezialgebiet der Stabilitätstheorie. Er lebte, bedingt durch die politischen Gegebenheiten des 20. Jahrhunderts, in sechs Staatsgebieten (Österreich-Ungarn-1906, Tschechoslowakei-1918, Deutsches Reich-1938, Sowjetische Besatzungszone-1945, DDR-1949, BRD-1980).

## Leben
Gustav Bürgermeister wurde 1906 im kleinen deutschen Dorf Woken in Nordböhmen als jüngster Sohn einer kinderreichen, begüterten Bauernfamilie geboren. Er wurde auf Grund der in seiner Heimat begrenzten schulischen Möglichkeiten befristet in die Familie seiner Schwester in Aussig/Elbe, damals Tschechoslowakei, aufgenommen und legte dort nach Besuch der Deutschen Oberrealschule 1925 sein Abitur (Matura) ab. Im Anschluss studierte er Ingenieurbauwesen an der Deutschen Technischen Hochschule Prag, das er 1932 mit Diplom abschloss. Danach war er als Assistent bei den Professoren Joseph Melan und Wanke tätig. Im Ingenieurbüro von Richard Guldan befasste er sich mit der Stahlbauprojektierung für Hochbauten und Brücken. Mehrere Semester hatte er die vertretende Leitung des Lehrstuhls für Stahl- und Hochbau inne. 1940 wurde er an der Deutschen Technischen Hochschule Prag mit Auszeichnung promoviert. An der gleichen Einrichtung habilitierte er sich 1943 mit der Schrift Trägerroste stählerner Brücken unter Berücksichtigung des Torsionswiderstands und Untersuchung an Fahrbahnrosten.
Am Ende des Zweiten Weltkriegs 1945 siedelte er mit seiner Familie von Prag in die Sowjetische Besatzungszone Deutschlands um. Von 1946 bis 1952 war Bürgermeister Oberingenieur, Prokurist und Leiter des Technischen Bereichs der Brückenbaufirma Beuchelt & Co. in Könnern/Saale, die sich auf die Wiederherstellung kriegszerstörter Brücken konzentrierte. Dabei kam ihm sein Spezialwissen über Stabilität bei schwierigen Montagevorgängen mit höchsten Lasten zugute. 1952 wurde er als Professor für Statik der Baukonstruktionen und Stahlbau an die Technische Hochschule Dresden als Nachfolger von Professor Kurt Beyer berufen. Von 1952 bis zu seiner Emeritierung im Jahr 1971 war er Professor an der Technischen Hochschule Dresden. Das Amt des Dekans der Fakultät für Bauwesen übte Bürgermeister von 1968 bis 1970 aus. Neben der mehrjährigen Leitung der Abteilung Bauingenieurwesen übernahm er die wissenschaftliche Betreuung und Förderung von Doktoranden, Habilitanden und angehenden Professoren. 1980 zog er von Dresden nach Essen zu seinem Sohn um. Er starb 1983 dort.

## Auszeichnungen und externe Funktionen
- Verdienter Techniker des Volkes
- Verdienstmedaille der DDR
- Mitglied des Deutschen Ausschusses für Stahlbau (DASt), Sitz Düsseldorf
- Mitglied der Bauakademie der DDR, Sitz Berlin (Ost)
- Leiter des Zentralen Arbeitskreises Stahlbau beim Forschungsrat der DDR
- Vielfältige Berufung in wissenschaftliche Arbeitskreise und Gutachtergremien
- Leiter des DDR-Komitees der Internationalen Vereinigung für Brücken- und Hochbau (IVBH) mit wissenschaftlicher Leitung und Organisation von zwei bedeutenden internationalen Stahlbautagungen in Dresden in den Jahren 1959 und 1967 als einer der Höhepunkte seiner Arbeit an der TU Dresden.

## Veröffentlichungen
- Gustav Bürgermeister und Herbert Steup: Stabilitätstheorie. 2 Bände, Akademie-Verlag, Berlin 1957 und 1963. (Berechnungsbeispiele von Horst Kretzschmar)
- Gustav Bürgermeister (Hrsg.): Ingenieurtaschenbuch Bauwesen. Band 2: Konstruktiver Ingenieurbau. 2 Teile, Teubner, Leipzig 1968 und 1970 (Herausgabe und eigene wissenschaftliche Beiträge)
- Gustav Bürgermeister (Hrsg.): Stahlbautagung der Technischen Hochschule Dresden. Verlag für Bauwesen, Berlin 1960
- Gustav Bürgermeister: Grundlagen des Stahlbau (S. 1.)(1968) (Sonderdruck), aus: BSZ Baden-Württemberg
- Gustav Bürgermeister: Bericht V. Kongress der IVBH 1956 in Lissabon und Porto, TH Dresden 1956 (Kongressdokument)
- Gustav Bürgermeister: Fernstudium  -Dipl.-Ing. TH Dresden (20 Lehrbriefe-je 60 S.) (Statik, Stahlbau, Stabilitätstheorie), VEB Verlag Technik Berlin / 1953–1960 (aus: BSZ Baden-Württemberg)
- Gustav Bürgermeister: Statik der Baukonstruktionen Veränderter Nachdruck, II. Ausgabe, VEB Verlag Technik, Berlin 1961, aus: BSZ Baden-Württemberg